# Pieve Emanuele
Pieve Emanuele är en ort och kommun i storstadsregionen Milano, innan 31 december 2014 i provinsen Milano, i regionen Lombardiet i Italien. Kommunen hade 15 860 invånare (2018).